# La Beauté du diable (film, 1950)
Pour les articles homonymes, voir La Beauté du diable.
Pour plus de détails, voir Fiche technique et Distribution.
La Beauté du diable est un film franco-italien de René Clair sorti en 1950.

## Synopsis
À une époque indéfinie, dans un lieu qui n'est pas nommé, une petite principauté avec des monuments du XVIIe siècle se meuvent des personnages en costumes romantiques. 
À l'université, on fête le jubilé du doyen, le professeur Faust à qui, bientôt, Méphisto fait avouer qu'il ne sait rien et qu'il va mourir sans avoir rien accompli. Il accepte alors de retrouver, mais sans s'engager avec le diable, sa jeunesse à l'aide d'un miroir fourni par Méphisto. L'ancien docteur Faust prend l'aspect d'un jeune homme nommé Henri tandis que Méphisto, lui, prend l'apparence du vieux docteur Faust.
Ivre de sa nouvelle jeunesse, Henri rencontre Marguerite chez les forains et s'éprend d'elle mais est arrêté, soupçonné d'avoir assassiné le professeur Faust pour le voler. Méphisto réapparaît sous l'apparence du professeur Faust pour le faire libérer mais Henri se retrouve à la rue sans le sou alors que l'autre fabrique de l'or à partir de sable à la cour oisive du prince. D'abord très méfiant et réticent, Henri décide de se joindre à cette entreprise et devient conseiller à la cour du Prince. Il obtient fortune, savoir scientifique avancé et gloire tout en tombant amoureux de la Princesse.
Mais à la suite d'un stratagème du démon, Henri se réveille pauvre comme avant. Croyant avoir rêvé et voulant retrouver ses délices, il vend son âme avant de se rendre compte, trop tard, de la supercherie. Contraint de reprendre sa place de conseiller à la cour, Henri propose de construire des sous-marins, machines volantes, et surtout d'extraire de l'énergie d'un grain de poussière.
Au bout d'un certain temps, Henri demande à Méphisto de lui montrer son avenir à l'aide d'un grand miroir du Palais. Il se découvre, avec horreur, assassinant le Prince pour obtenir la Princesse, la trompant et devenant un tyran détruisant tout sur son passage jusqu'au dernier jour de sa vie où le démon prend possession de son âme. Terrifié, Henri tente de changer le destin. Il décide de détruire ses travaux, rechanger l'or qu'il a fabriqué en sable, fuit la cour et retrouve Marguerite qu'il aime à nouveau, son amour pour la Princesse s'étant éteint à la suite de la découverte de son morbide avenir.
La révolte gronde et Marguerite est arrêtée comme sorcière pour avoir « envoûté » Henri qui est bientôt arrêté à son tour pour avoir cédé à la « sorcellerie » de Marguerite. 
Tous deux étant condamnés à être envoyés au bûcher, Méphisto, désireux de prendre possession de l'âme de Marguerite, décide de sauter sur cette occasion. En effet, les amants sont condamnés à être séparés à jamais dans la mort, l'âme généreuse de Marguerite étant pressentie pour rejoindre le Paradis et celle d'Henri condamnée à être envoyée en Enfer ce dernier ayant vendu son âme au démon. Ce dernier montre, alors, à Marguerite le pacte entre Henri et lui pour la convaincre de rejoindre Henri dans la damnation.
Mais, horrifiée par le pacte, Marguerite le lui arrache des mains et le lance vers la foule qui se rue sur Méphisto le prenant pour le professeur Faust ayant invoqué le démon pour changer l'or en sable. Ce dernier fuit et saute par une fenêtre avant d'être « sauvé » par Lucifer qui le libère du corps du professeur Faust en le brûlant tout en réduisant en cendres le Pacte condamnant Henri à la damnation que Méphisto tenait dans sa main.
Henri étant libéré de l'accord infernal, il s'échappe avec Marguerite et tous deux rejoignent les forains. Ainsi, ils sont libres de vivre leur amour loin de la science dangereuse, de la cour corrompue et, surtout, des horreurs de l'Enfer.

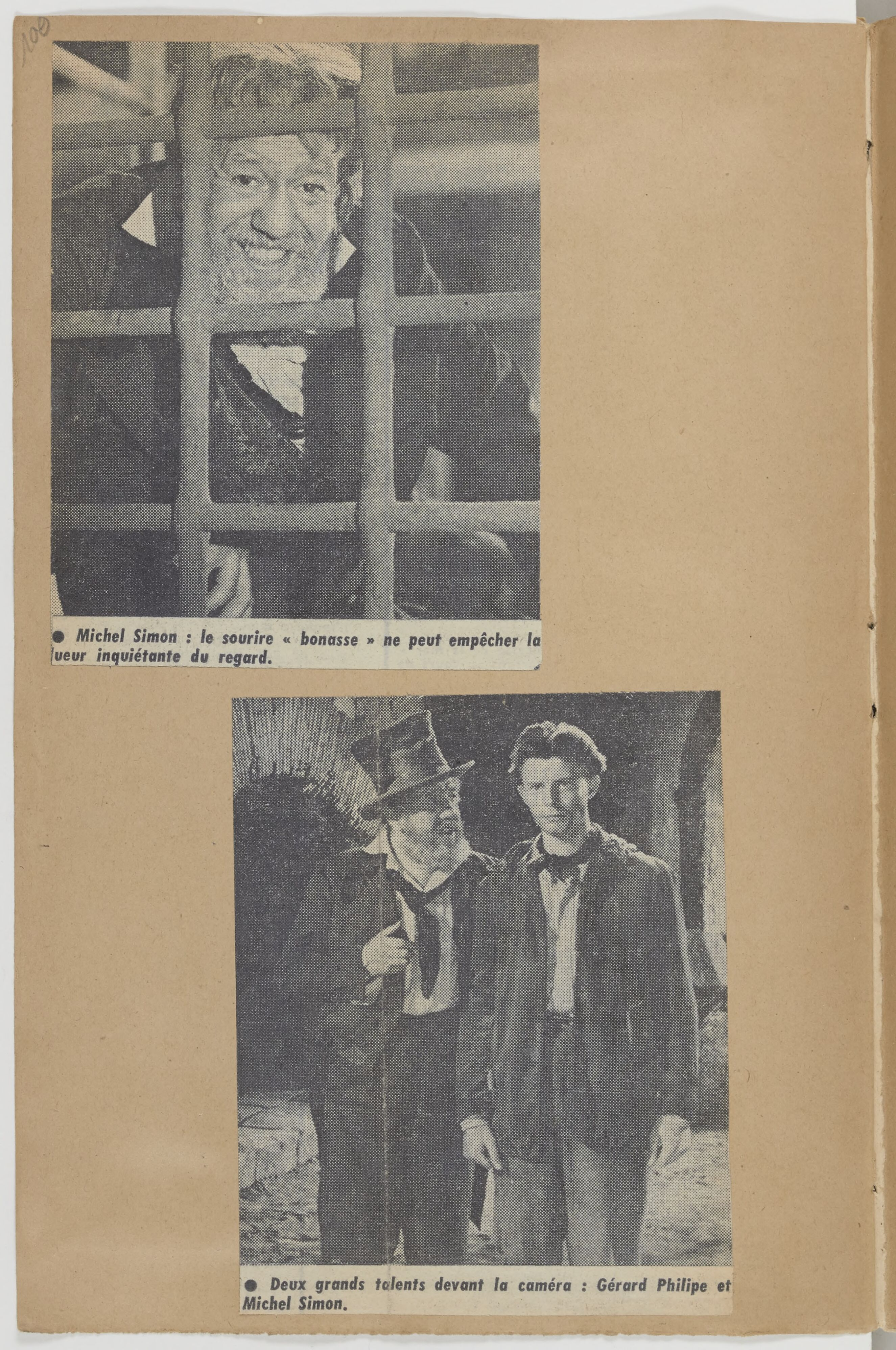
La fiche du film publiée à l'époque de la sortie.

## Fiche technique
- Titre : La Beauté du diable
- Réalisation : René Clair
- Scénario : René Clair d'après Faust de Goethe
- Adaptation et dialogues : René Clair et Armand Salacrou
- Assistant réalisateur : Michel Boisrond
- Conseiller artistique : Veniero Colasanti
- Image : Michel Kelber
- Opérateur : Gianni Di Venanzo
- Montage : James Cuenet
- Décors : Léon Barsacq, Aldo Tommasini
- Costumes : Mayo (peintre)
- Musique : Roman Vlad
- Orchestre dirigé par Roger Desormière
- Administrateur : C. Bologna
- Agent technique : René Dumoulin
- Production : Franco-london-Films (Paris), Universalia et Enic (Rome)
- Directeur de production : Salvo d'Angelo, A. Fattori
- Tournage : Rome, novembre 1949 dans les Studio de Cinecitta
- Tirage : Système R.C.A sonore
- Pays d'origine :  France,  Italie[1]
- Durée : 93 minutes
- Format : Pellicule 35 mm, noir et blanc
- Genre : comédie dramatique
- Dates de sortie :
  - France : 17 mars 1950[1]
  - Italie : 14 avril 1950
- Affiche : Bernard Lancy (France)

## Distribution
- Michel Simon : Henri Faust vieux, puis Méphistophélès
- Gérard Philipe : Méphistophélès, puis Henri Faust jeune
- Nicole Besnard : Marguerite, la bohémienne
- Simone Valère : la princesse
- Carlo Ninchi : le prince
- Raymond Cordy : Antoine, le serviteur
- Tullio Carminati : le chambellan
- Paolo Stoppa : le procureur
- Gaston Modot : le bohémien
- Mario Gallina

## Distinctions
Sauf indication contraire, les informations mentionnées dans cette section peuvent être confirmées par la base de données cinématographiques IMDb,  présente dans la section « Liens externes ».

### Récompenses
- 1950 : Ruban d'argent du meilleur acteur étranger dans un film italien pour Michel Simon, ruban d'argent des meilleurs décors pour Aldo Tommasini et Léon Barsacq, rubans d'argent de la meilleure musique de film pour Roman Vlad[2]
- 1952 : National Board of Review Award du meilleur film étranger

### Sélection
- 1951 : La Beauté du diable est sélectionné pour le prix du meilleur film étranger (Film From Any Source) aux BAFTA[3]